# Лофотенські острови

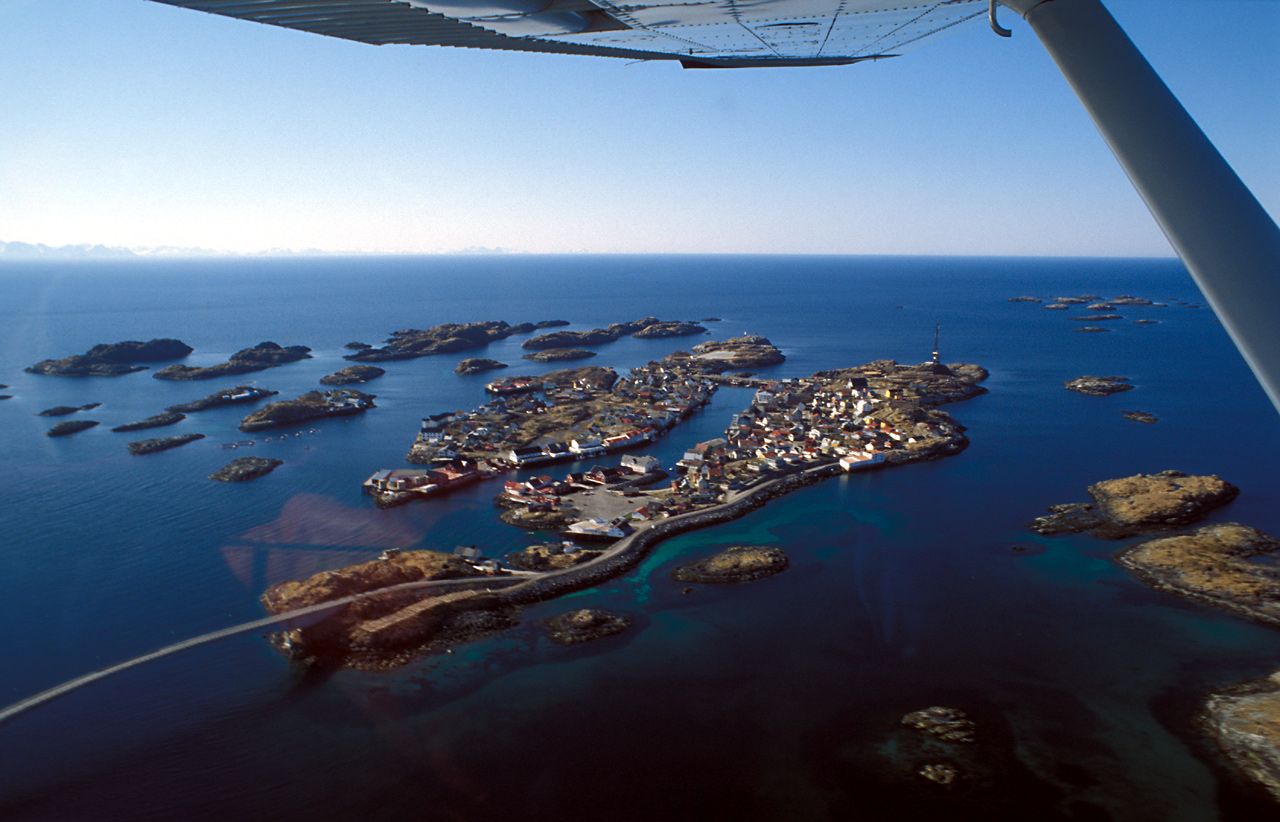
Острів Геннінгсвер з висоти пташиного польоту

Лофотенські острови (норв. Lofoten) — архіпелаг у Норвезькому морі біля північно-західного узбережжя Норвегії у фюльке Нурланн. Острови скелясті і розділені між собою в основному вузькими протоками. Максимальна висота — 1161 м над рівнем моря. Від континентальної Норвегії відділені протокою Вестфьорд.

## Географія
Площа архіпелагу становить 1227 км², а його населення — 24,5 тис. осіб. Основні заняття жителів — рибальство та вівчарство. Широко відома виготовлена на Лофотенах сушена тріска.
Архіпелаг складається з декількох великих островів і безлічі острівців і скель. Між островами Верей та Москенесея розташований знаменитий вир Москстреумен.
1 грудня 2007 була відкрита дорога E10 (проєкт Лофаст), яка сполучила найбільші острови архіпелагу з материковою частиною Норвегії. При будівництві дороги було споруджено кілька тунелів і мостів, у тому числі один з найбільших рамно-консольних мостів — міст Рафтсуннет.

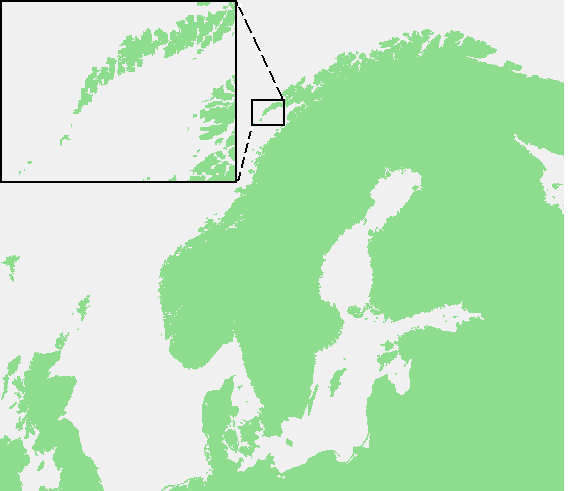
Лофотенські острови на карті Норвегії

## Зображення

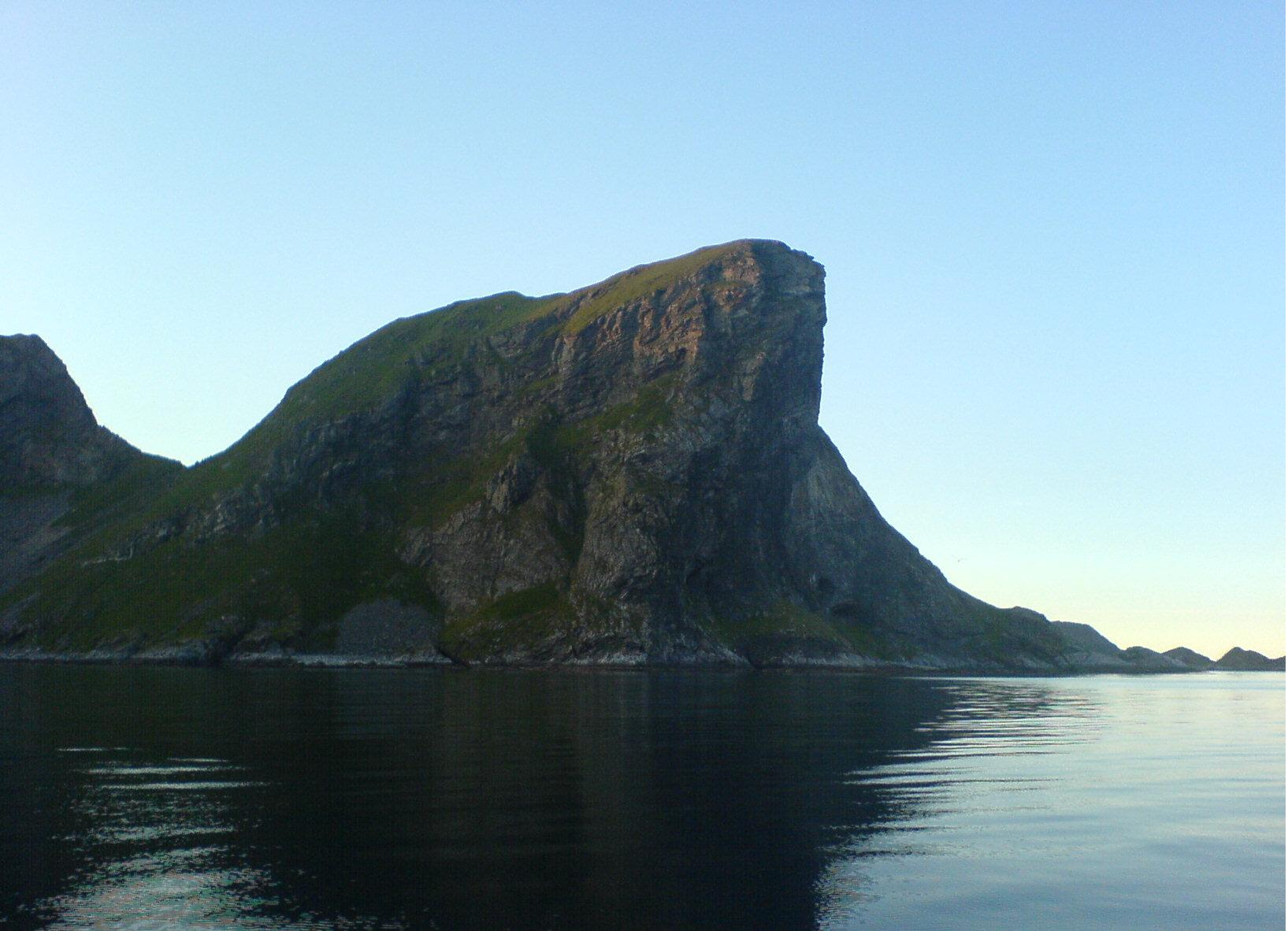
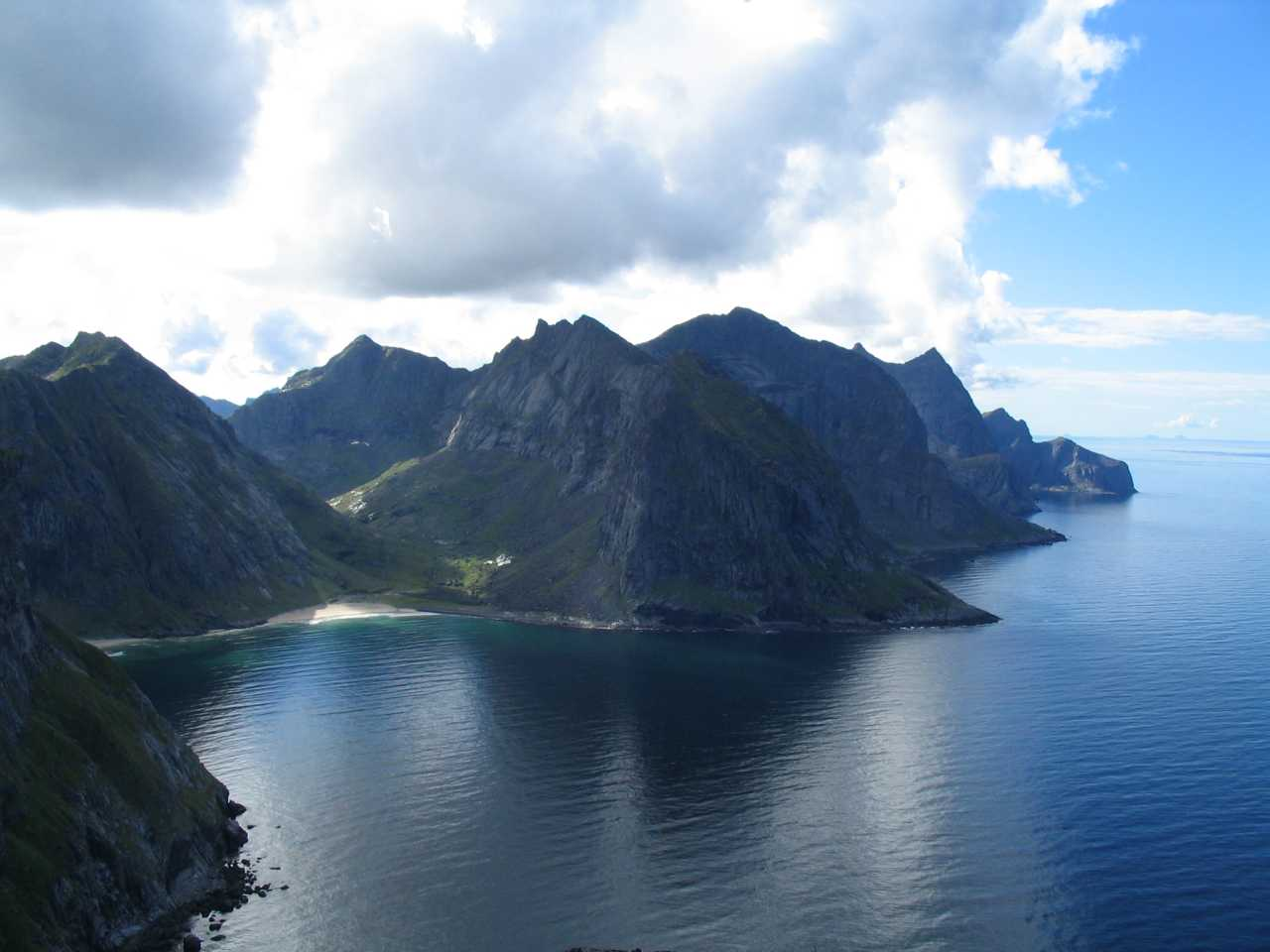
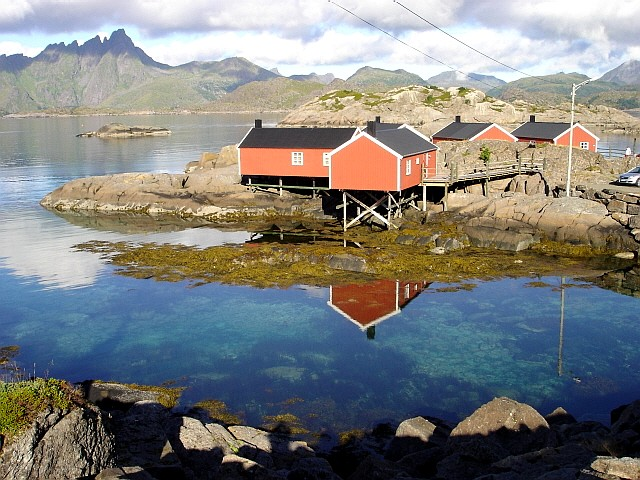
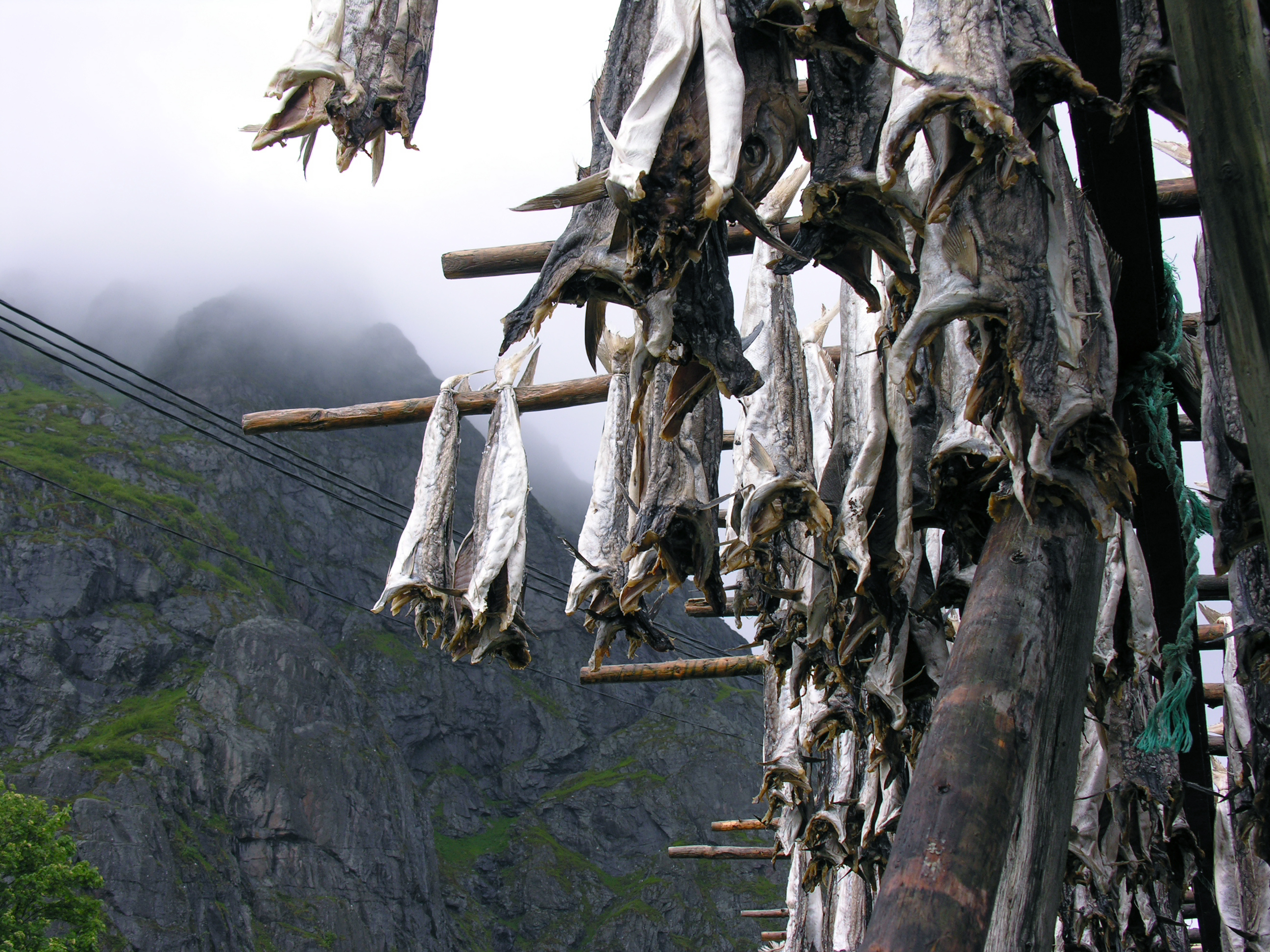
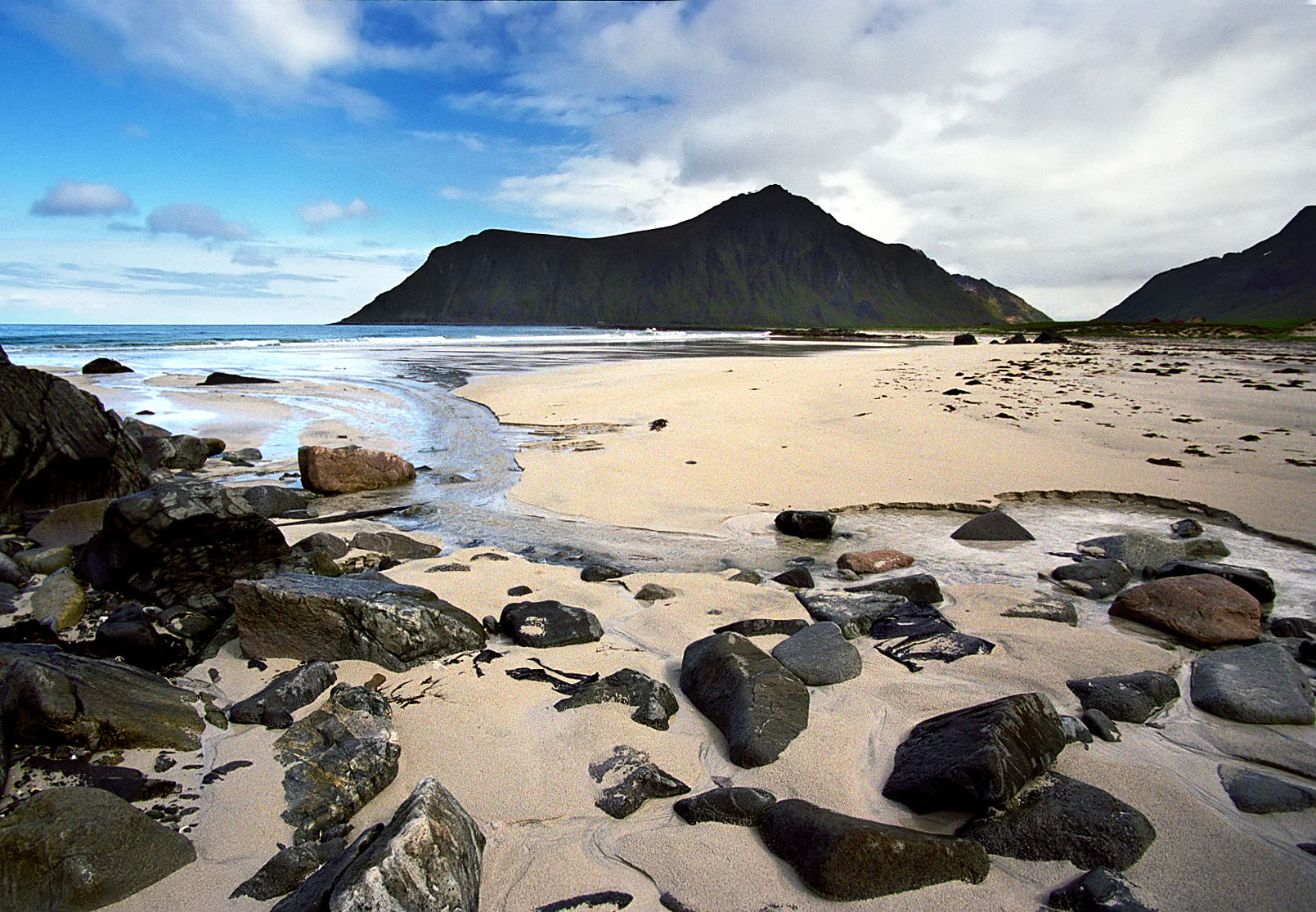
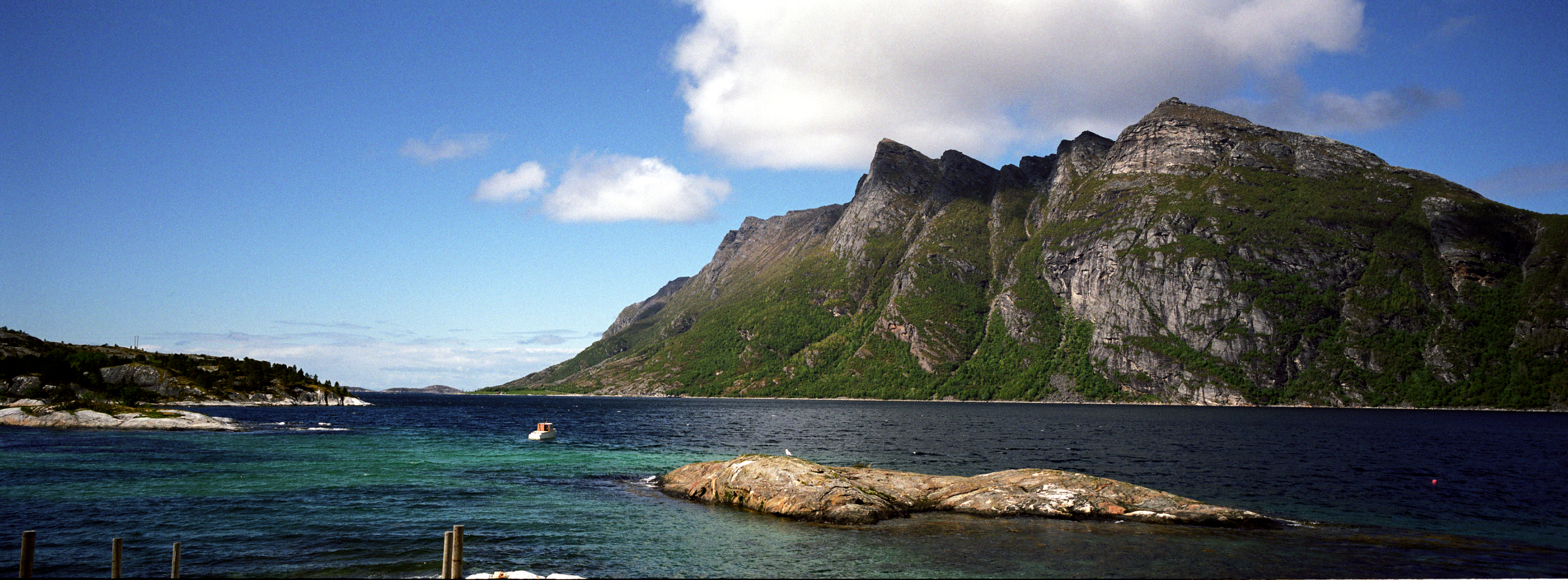